# Departamento General Güemes (Chaco)
Das Departamento General Güemes liegt im Nordwesten der Provinz Chaco im Nordwesten Argentiniens und ist das flächenmäßig größte Departamento der Provinz. Insgesamt ist die Provinz in 25 Verwaltungseinheiten aufgeteilt.
Es grenzt im Nordosten an die Provinz Formosa, im Osten an das  Departamento Libertador General San Martín, im Süden an das  Departamento Maipú und im Westen an das  Departamento Almirante Brown und die Provinz Salta. 
Die Hauptstadt des Departamento General Güemes ist Juan José Castelli. Sie liegt 300 Kilometer von der Provinzhauptstadt Resistencia und 1.305 Kilometer von Buenos Aires entfernt.

## Städte und Gemeinden
Das Departamento General Güemes ist in folgende Gemeinden aufgeteilt:
- El Espinillo
- El Sauzalito
- Fuerte Esperanza
- Juan José Castelli
- Miraflores
- Misión Nueva Pompeya
- Villa Río Bermejito